# Juliet Campbell (atletinja)
Juliet Jean Campbell, jamajška atletinja, * 17. marec 1970, Kingston, Jamajka.
Nastopila je na poletnih olimpijskih igrah v letih 1992, 1996 in 2000, dosegla je četrto in peto mesto v štafeti 4x400 m, v teku na 400 m se je uvrstila v polfinale in četrtfinale, v teku na 200 m pa v četrtfinale. Na svetovnih prvenstvih je v štafeti 4x100 m osvojila bronasti medalji v letih 1993 in 2001, na svetovnih dvoranskih prvenstvih naslov prvakinje leta 2001 in bronasto medaljo leta 2003 v teku na 200 m ter srebrno v štafeti 4x400 m leta 2001, na igrah Skupnosti narodov pa dve srebrni medalji v teku na 200 m in eno v štafeti 4x100 m. 